# Љути До
Љути До је насељено мјесто у општини Берковићи, у Републици Српској, Босна и Херцеговина. Према попису становништва из 2013. у насељу је живјело 235 становника.

## Презимена
- Терзић
- Медан
- Миливојевић
- Рупар
- Радан
- Самарџић
- Миловић
- Михић
- Џомбета
- Јањош
- Павић
- Солдатић
- Пиљевић
- Граховац

## Становништво
| Националност       | 2013. | 1991. | 1981. | 1971. | 1961. |
| Срби               | 235   | 312   | 434   | 501   | 558   |
| Југословени        | —     | 5     | 1     | 3     | 46    |
| Муслимани          |       |       |       | 2     | 9     |
| Хрвати             |       |       | 1     |       | 2     |
| остали и непознато |       |       | 5     | 1     | 1     |
| Укупно             | 235   | 317   | 441   | 507   | 616   |

| Демографија | Демографија | Демографија |
| Година      | Становника  | Становника  |
| ----------- | ----------- | ----------- |
| 1948.       | 410         |             |
| 1953.       | 656         |             |
| 1961.       | 616         |             |
| 1971.       | 507         |             |
| 1981.       | 441         |             |
| 1991.       | 317         |             |
| 2013.       | 235         |             |

## Знамените личности
- Данило Солдатић, народни херој Југославије